# The Show (court métrage, 1922)
Pour les articles homonymes, voir The Show.
The Show est un court métrage d'animation américain de la série Out of the Inkwell, réalisé par Max Fleischer et sorti en 1922.

## Fiche technique
- Titre : The Show
- Réalisateur : Max Fleischer
- Pays d'origine :  États-Unis
- Genre : animation
- Durée : 5 min
- Date de sortie :
  - États-Unis : 21 septembre 1922